# Deisswil bei Münchenbuchsee
Deisswil bei Münchenbuchsee – gmina (niem. Einwohnergemeinde) w Szwajcarii, w kantonie Berno, w regionie administracyjnym Bern-Mittelland, w okręgu Bern-Mittelland.
Gmina po raz pierwszy została wspomniana w dokumentach w 1263 roku jako Teiswile.

## Demografia
W Deisswil bei Münchenbuchsee mieszka 86 osób. W 2010 roku 1% populacji gminy stanowiły osoby urodzone poza Szwajcarią.
W 2000 roku 98,9% populacji mówiło w języku niemieckim, a 1,1% w języku serbsko-chorwackim.

Zmiany w liczbie ludności są przedstawione na poniższym wykresie:

## Transport
Przez teren gminy przebiega autostrada A6.